# 나비어
나비어(Na'vi 語)는 2009년에 개봉한 영화 《아바타》에 등장하는 가공의 언어(즉, 인공어)로서, 판도라 위성에 사는 인간형 종족인 나비족이 사용하는 언어이다. 언어학 박사로 서던캘리포니아 대학교 마셜 경영대학에서 재직하는 폴 프로머가 만든 것이다. 감독인 제임스 카메론은 지구상의 특정 자연어와는 닮지 않으면서도, 사람이 직접 따라서 발음하고 배울 수 있는 언어를 만들겠다는 생각으로 나비어를 구상했다.
2009년 영화 개봉 당시 나비어의 어휘는 1,000 여개에 이르렀으나, 문법은 공개되지 않았다.
2010년 4월 기준으로, 나비어 팬들로 이루어진 커뮤니티를 중심으로 〈Learn Na'vi〉와 같은 웹사이트, 나비어 사전, 나비어 교재, 나비어 토론 게시판 등이 마련되는 등 나름의 팬덤을 누리고 있다.

## 기원
나비어는 그 발단을 제임스 카메론의 《아바타》의 초기 작업에 둔다. 2005년 영화가 아직 준비 단계에 있었을 무렵, 제임스 카메론 감독은 30개 정도의 어휘는 써두었으나 외계 종족이 구사할 일관되고 완벽한 언어를 만들기 위하여 언어학자의 협력이 필요하다고 느꼈다. 그의 프로덕션 회사인 라이트스톰 엔터테인먼트가 서던캘리포니아 대학교의 언어학과와 접촉했고, 이같은 가상의 언어 제작에 관심이 있을 인물을 구했다. 서던캘리포니아대의 언어학 교수인 에드워드 피네간은 이 프로젝트에 언어학 교과서의 저자이기도 한 폴 프로머가 적임이라고 생각하고 라이트스톰에 그를 소개했다. 프로머는 카메론과 만나 언어 구상과 사용에 대해 논의하였으며, 회의가 끝날 때 카메론은 프로머와 악수하며 "승차를 환영합니다"(Welcome aboard)고 말했다.
카메론이 지은 첫 낱말 목록은 프로머에 따르면 "폴리네시아 풍의 멋"이 있었는데, 이에 근거하여 프로머는 외계 종족의 언어가 어떤 방식으로 울리는 것이 바람직할지 알아보기 위한 의미없는 단어와 구절의 세 가지 다른 세트를 만들었다. 하나는 성조를, 다른 하나는 모음의 장단을, 나머지 하나는 방출음을 사용하는 것이었다. 이 중 카메론은 방출음을 가진 것을 마음에 들어했다. 카메론의 선택에 따라 프로머는 6달을 보내며 나비어의 음운을 구축하고 어형 변화, 문장 체계, 어휘 등을 개발했다.

## 개발
나비어 어휘는 대본에 필요한 것을 우선으로 프로머가 만든 것이다. 《아바타》의 배역이 정해질 무렵에는 오디션에서 배우에게 나비어 대사를 읽고 발음해보라고 할 수 있을 만큼 개발이 이루어졌다. 촬영 중에는 프로머가 출연자와 함께 작업하며, 출연자들이 나비어 대사를 이해하는데 도움을 주고 발음과 강세, 억양에 조언을 하였다. 배우들은 나비어를 말할 때 이따금 실수를 하는데, 나비어를 배우는 등장 인물이 실수한 것으로 설정되는 경우도 있고, 다른 경우에는 실수 자체가 언어의 일부로 편입되는 수도 있었다.
프로머는 2009년 5월 비디오 게임 《아바타 — THE GAME》을 작업하며 나비어 어휘를 한층 더 확장하게 되는데, 대본에 필요하지 않아 만들어지지 않았던 어휘들이었다. 또한 프로머는 제임스 카메론이 영어로 쓴 네 수의 노랫가락을 나비어로 번역하거나 사운드트랙 녹음 과정에서 보컬의 발음을 교정해주기도 했다. 2009년 12월 18일 영화가 개봉할 당시, 나비어의 어휘는 1,000여개에 달했다.
나비어의 개발은 세 가지 주요한 제약을 두고 이루어졌다. 첫째로, 카메론은 나비어에서 이질적이면서도 듣기 좋고 관객의 마음에 딱 꽂힐 수 있는 소리를 원했다. 둘째로, 줄거리에 인간이 이 언어를 배우고 말하는 부분이 있기 때문에 말하는 법을 그럴싸하게 배울 수 있는 언어가 되어야 했다. 마지막으로, 배우가 대화를 발음할 수 있도록 터무니없을 정도로 어려우면 안 되었다. 이와 같이 최종적으로 틀을 잡은 나비어는 접요사를 사용하는 동사 활용 등과 같은 지구상 언어에서 보기 드문 몇가지 요소를 포함한다. 나비어의 언어학적 요소들은 모두 인간의 언어에서 찾을 수 있는 것이지만, 이와 같은 조합은 유일하다.

## 음운 및 표기
나비어에는 유성 파열음([b], [d], [g])이 없으며, 대신 방출음([pʼ], [tʼ], [kʼ])을 가지고 있어 px, tx, kx 로 표기한다. 또한 음절 자음 rr, ll 이 있다. 모음은 a, ä, e, i, ì, o, u 의 7개이다. 모든 음이 사람이 발음할 수 있도록 고안되었으나, 단어 fngap [fŋap] "금속"에서 보는 바와 같은 보기 드문 자음군이 있다.
나비어의 음절은 단모음으로 된 것처럼 간단한 것도 있고 skxawng "멍청이" 이나 위의 fngap 와 같이 (CCVC 식으로 된 복잡한 것도 있다.
판도라 행성의 허구의 언어 나비는 글로 쓰이지 않으나, 실제 (스튜디오에서 쓰는) 언어는 배우들을 위해 로마자로 쓰여진다.

### 모음
단모음은 7종이 있다.
|        | 전설  | 후설        |
| ------ | ----- | ----------- |
| 고모음 | i [i] | u [u] ~ [ʊ] |
| 고모음 | ì [ɪ] | u [u] ~ [ʊ] |
| 중모음 | e [ɛ] | o [o]       |
| 저모음 | ä [æ] | a [a]       |

이와 함께 4개의 이중모음(aw [aw], ew [εw], ay [aj], ey [εj])이 있고, 2개의 음절자음(ll [l̩] and rr [r̩])이 모음처럼 기능한다.

### 자음
자음은 20종이 있다. 라틴 문자로 표기하는 법은 2가지인데, 하나는 한 음가에 한 문자를 대응시키려는 쪽으로, [ts]과 [ŋ]에 각각 c, g를 이용하는 방식이다. 다른 하나는 배우가 쉽게 읽을 수 있도록 이러한 소리에 이중자음 ts, ng를 이용한 것이다. 두 방식 모두 방출 소리는 x를 이용한 이중자음으로 쓴다.
|        | 순음        | 치경음      | 경구개음 | 연구개음   | 성문음 |
| ------ | ----------- | ----------- | -------- | ---------- | ------ |
| 방출음 | px [pʼ]     | tx [tʼ]     |          | kx [kʼ]    |        |
| 파열음 | p [p]       | t [t]       |          | k [k]      | ’ [ʔ]  |
| 파찰음 |             | ts (c) [ts] |          |            |        |
| 마찰음 | f [f] v [v] | s [s] z [z] |          |            | h [h]  |
| 비음   | m [m]       | n [n]       |          | ng (g) [ŋ] |        |
| 탄음   |             | r [ɾ]       |          |            |        |
| 설측음 |             | l [l]       |          |            |        |
| 접근음 | w [w]       |             | y [j]    |            |        |

마찰음 및 파찰음 f, v, ts, s, z, h는 음절의 시작에만 올 수 있으며, 나머지 음은 음절의 첫머리와 끝에 모두 나타날 수 있다(다만 음절 끝에 오는 w 나 y는 가능한 조합 ay, ey, aw, ew 에 한해 이중 모음의 일부로 보며, skxawng 스까웅처럼 여기에 다른 자음이 더 붙을 수 있다). 그러나 f, ts, s는 모음에 앞서 나올 뿐 아니라, 성문 파열음 ’를 제외한 구속없는 자음(파열음 및 접근음)의 앞에 나와 39개의 자음군을 형성할 수 있다. 그 외에는 음절의 경계를 사이에 두고 다양한 자음 연속이 생길 수 있다(예를 들어 na'vi [naʔ.vi] "사람"이나 ikran [ik.ɾan] "요정" 등).

## 문법

### 대명사
나비어 대명사에서는 듣는 이를 포함하는지(포괄형) 듣는 이를 포함하지 않는지(제외형)에 따라 "우리"에 해당하는 다른 단어를 쓴다. 또한 쌍수("우리 2 명"), 삼수("우리 3 명") 등에 특별한 형식이 있다. 성의 구별은 가능하지만 의무적인 것은 아니다.
| 대명사       | 단수 | 쌍수  | 삼수   | 복수     |
| ------------ | ---- | ----- | ------ | -------- |
| 1인칭 제외형 | oe   | moe   | pxoe   | ayoe     |
| 1인칭 포괄형 | —    | oeng  | pxoeng | ayoeng   |
| 2인칭        | nga  | menga | pxenga | aynga    |
| 3인칭        | po   | mefo  | pxefo  | ayfo, fo |

"나"와 "너"의 경칭은 ohe 와 ngenga이며, 소유격에는 ngeyä "너의" 과 peyä "그의" 가 있다. 3인칭은 po 이나 "그"와 "그녀"를 임의로 구별하려면 poan 나 poé를 사용할 수 있다.

## 어휘
- kaltxì - "안녕"
- tolaron - "사냥"
- fngap - "쇠"
- atxkxe - "대지"
- fpeio - "정식 도전"
- kllpxìltu - "영토"
- Muiä - "공정한"
- nì'awve - "처음"
  - 'aw - "하나"
- tireaioang - "동물의 정신"
- tskxe - "돌멩이"
- zìsìt - "판도라의 1년"
- unil·tìran·tokx - "아바타, 화신"